# 開城路氏
開城路氏（ケソンノし、朝鮮語: 개성로씨）は、朝鮮の氏族の一つ。2015年調査では、182人である（うち「ノ」は148人、「ロ」は34人）。
路氏の起源は中国の姓氏であり、中国皇帝が子孫を路に封じたことに由来する。
開城路氏の始祖は、中国元の翰林学士だった路誾儆である。路誾儆は、高麗恭愍王に降嫁された魯国公主の師父として入国、開城に定着した。